# Benjamin Wess
Benjamin Philipp Simon Wess (Moers, 28 luglio 1985) è un hockeista su prato tedesco.

## Palmarès

### Olimpiadi
- 2 medaglie:
  - 2 ori (Pechino 2008; Londra 2012)

### Europei
- 1 medaglia:
  - 1 oro (Gladbach 2011)